# 千歳市立図書館
千歳市立図書館（ちとせしりつとしょかん、英語 : Chitose City Library）は、北海道千歳市真町に所在する公立図書館。

## 概要

### 統計
統計は平成29年度の情報
- 蔵書数 - 288,335冊
- 貸出数 - 656,356冊
- 貸出人数 - 122,044人

### 開館時間・閉館日
- 開館時間 - 午前10時から午後7時
- 閉館日 - 毎月第3月曜日、蔵書点検期間（8月28日から9月5日）、年末年始（12月28日から1月4日）